# Stawy Młocińskie
Stawy Młocińskie – stawy w Warszawie, w dzielnicy Bielany.

## Położenie i charakterystyka
Stawy leżą po lewej stronie Wisły, w stołecznej dzielnicy Bielany, na obszarze MSI Młociny, w pobliżu ulic Hieroglif i Odysei. Znajdują się na obszarze bezpośredniej zlewni Wisły. Są gliniankami, powstałymi w wyniku zalania wodą wyeksploatowanego wyrobiska iłów, zaopatrującego w surowiec cegielnie. Nazwa wywodzi się od nazwy miejscowości, na terenie której powstały.
Obiekt składa się z trzech stawów. Zgodnie z ustaleniami w ramach „Programu Ochrony Środowiska dla m. st. Warszawy na lata 2009–2012 z uwzględnieniem perspektywy do 2016 r.” są one położone na terasie nadzalewowej, a ich powierzchnia wynosi: 0,2817, 0,1193 oraz 0,0831 ha, łącznie 0,4841 ha. Są zasilane w wodę wysiękami ze stropów iłów. Według numerycznego modelu terenu udostępnionego przez Geoportal lustra ich wód znajdują się na wysokości ok. 78,4 m n.p.m. Identyfikatory MPHP to 2114970 i 2114966.
Brzegi stawów są wysokie, 2–4 m nad wysokość zwierciadeł wód. Ich głębokość wynosi od 1,2 do 2 m.
Stawy znajdują się na obszarze Warszawskiego Obszaru Chronionego Krajobrazu, utworzonego rozporządzeniem Wojewody Warszawskiego z dnia 29 sierpnia 1997 r. w sprawie utworzenia obszaru chronionego krajobrazu na terenie województwa warszawskiego. W ich pobliżu rośnie topola czarna o nazwie „Baba” chroniona jako pomnik przyrody. Sąsiadują z zabudowaniami osiedla mieszkaniowego Rezydencje Parkowe Bielany oraz ogrodami pałacu Brühla.